# Eric Butorac
Eric Butorac (* 22. května 1981 v Rochesteru, Minnesota, USA) je americký profesionální tenista. Ve své dosavadní kariéře zatím vyhrál 7 turnajů ATP ve čtyřhře.

## Finálové účasti na turnajích ATP (8)

### Čtyřhra – výhry (7)
| Legenda                                                       |
| ATP International Series Gold / ATP World Tour 500 Series (1) |
| ATP International Series / ATP World Tour 250 Series (6)      |

| Č. | Datum           | Turnaj                     | Povrch | Partner       | Soupeři ve finále                       | Výsledek       |
| 1. | 18. únor 2007   | San José, USA              | tvrdý  | Jamie Murray  | Chris Haggard Rainer Schüttler          | 7–5, 7–66      |
| 2. | 25. únor 2007   | Memphis, USA               | tvrdý  | Jamie Murray  | Julian Knowle Jürgen Melzer             | 7–5, 6–3       |
| 3. | 23. červen 2007 | Nottingham, Velká Británie | tráva  | Jamie Murray  | Joshua Goodall Ross Hutchins            | 4–6, 6–3, 10–5 |
| 4. | 10. srpen 2008  | Los Angeles, USA           | tvrdý  | Rohan Bopanna | Travis Parrott Dušan Vemić              | 7–65, 7–65     |
| 5. | 11. leden 2009  | Čennaj, Indie              | tvrdý  | Rajeev Ram    | Jean-Claude Scherrer Stanislas Wawrinka | 6–3, 6–4       |
| 6. | 10. květen 2009 | Estoril, Portugalsko       | antuka | Scott Lipsky  | Martin Damm Robert Lindstedt            | 6–3, 6–2       |
| 7. | 4. říjen 2009   | Bangkok, Thajsko           | tvrdý  | Rajeev Ram    | Guillermo García-López Mischa Zverev    | 7–64, 6–3      |

### Čtyřhra – prohry (1)
| Legenda                                                  |
| ATP International Series / ATP World Tour 250 Series (1) |

| Č. | Datum             | Turnaj           | Povrch | Partner      | Vítězové             | Výsledek |
| 1. | 30. červenec 2006 | Los Angeles, USA | tvrdý  | Jamie Murray | Bob Bryan Mike Bryan | 6–2, 6–4 |

## Postavení na žebříčku ATP ve čtyřhře na konci sezóny
| Rok    | 2003 | 2004   | 2005   | 2006  | 2007  | 2008  |
| Pořadí | 594. | ▲ 562. | ▲ 250. | ▲ 60. | ▲ 33. | ▼ 71. |